# Zeekr 7X
Zeekr 7X – elektryczny samochód osobowy typu SUV klasy średniej produkowany pod chińską marką Zeekr od 2024 roku.

## Historia i opis modelu

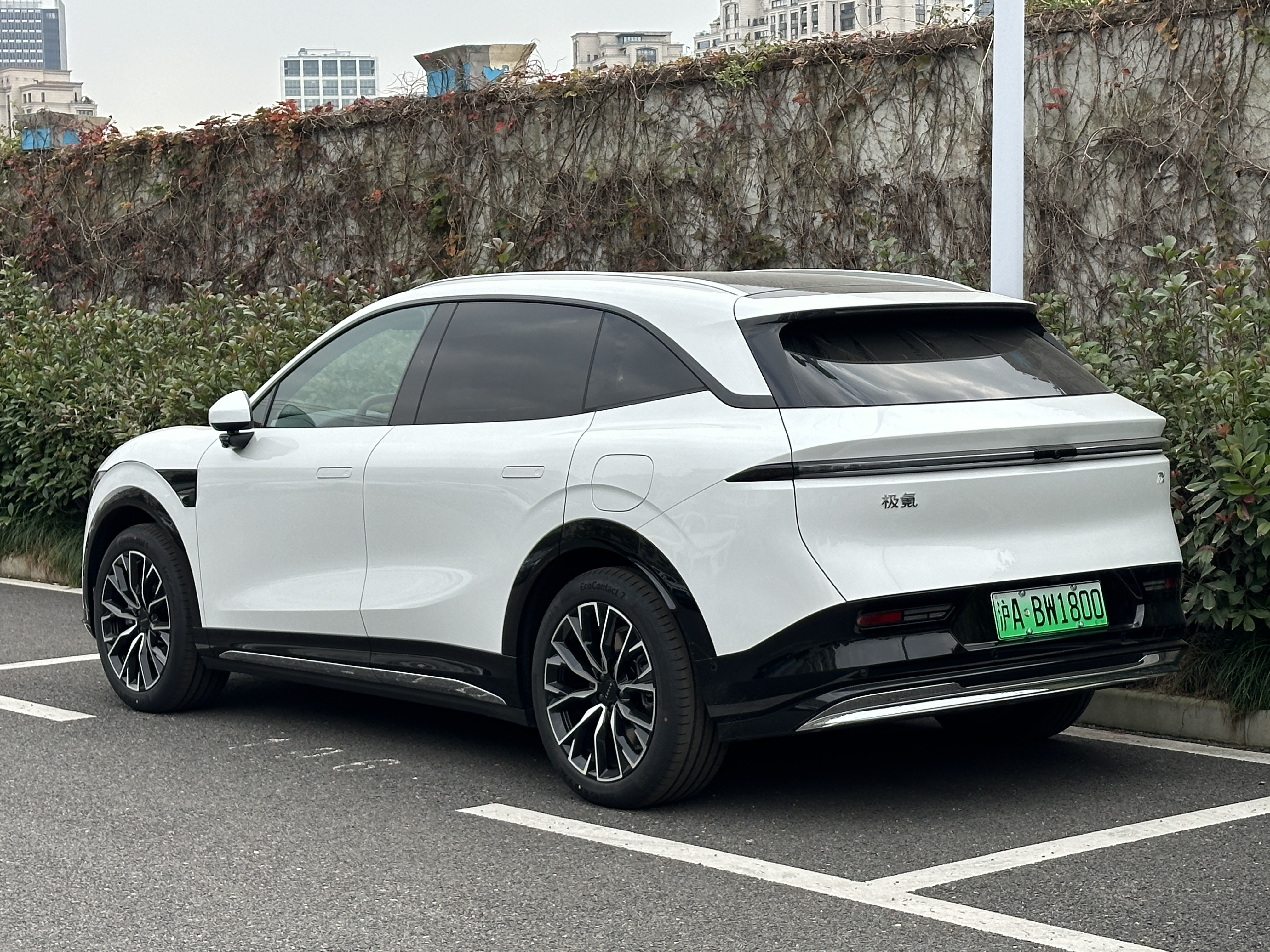
Zeekr 7X - tył

W lipcu 2024 Zeekr przedstawił kolejny model będący elementem ofensywy modelowej skoncentrowanej na średniej wielkości modelach. Podobnie jak pokrewne 007 i Mix, tak i 7X utrzymane zostało w języku stylistycznym "Hidden Energy" wyróżniającym się obszerną blendą LED dominującą pas przedni, która oprócz funkcji świetlnych może też wyświetlać animacje. Proporcje nadwozia podporządkowano chęci uzyskania jak najlepszych dla bryły SUV-a właściwości aerodynamicznych.
Tylną część nadwozia zdominował wąski, szpiczasto zakończony pas świetlny położony tuż pod krawędzią szyby. Pod taflą znalazł się napis z nazwą producenta, z kolei same wymiary producenta uplasowały Zeekr 7X w segmencie średniej wielkości SUV-ów. Za konkurencję obrano zarówno Teslę Model Y, jak i konstrukcje rodzimych marek typu Deepal czy Onvo. Wśród opcji znalazł się m.in. system rozbudowanego monitorowania otoczenia dla półautonomicznej jazdy, które zapewniają znajdujące się m.in. na krawędzi dachu i przednich błotnikach tzw. LiDARy.
Kabina pasażerska utrzymana została w typowej dla produktów Zeekr jasno-ciemnej tonacji, z rozbudowanym i wysoko poprowadzonym tunelem środkowym, a także centralnie umieszczonym dotykowym ekranem systemu multimedialnego i kolejnym wyświetlaczem przed kierowcą. 7X został wyposażony w nietypową funkcje, która po wykryciu znalezienia się samochodu pod wodą podczas wypadku, automatycznie wybija boczne szyby i ułatwia pasażerom ucieczkę z topiącego się pojazdu.

### Sprzedaż
Głównym rynkiem zbytu dla Zeekr 7X pozostały rodzime Chiny, uzupełniając tam ofertę firmy w ostatnim kwartale 2024 roku, przed dalszą ekspansją na rynki zagraniczne. Dostawy, z ceną 229 900 juanów za podstawowy egzemplarz, rozpoczęły się we wrześniu 2024 roku. Pierwszym zagranicznym rynkiem zbytu w połowie grudnia 2024 została Europa Zachodnia, w pierwszej kolejności trafiając do sprzedaży w Holandii, Norwegii i Szwecji.

### Dane techniczne
Zeekr 7X wyposażony został we w pełni elektryczny układ napędowy przenoszący moc na tylną oś, trafiając do sprzedaży w trzech specyfikacjach. 416-konny model połączono z 75 kWh lub 100 kWh baterią, z kolei topowy z silnikiem o mocy 637 KM przewidziano wyłącznie z jedną baterią o pojemności 100 kWh.